# 데이비드 매크리리
데이비드 매크리리(영어: David McCreery, 1957년 9월 16일, 벨파스트 ~)는 북아일랜드의 전직 프로 축구 선수로, 현역 시절 미드필더로 활약했다.
그는 뉴캐슬 유나이티드를 비롯한 여러 구단을 현역 시절에 전전했다. 다재다능한 이 미드필더는 현역 시절에 골키퍼를 제외하고 모든 보직을 맡았었다. 매크리리는 북아일랜드 국가대표팀 경기에 67번 출전했고, 1982년과 1986년 월드컵 본선에 참가했다. 그는 1982년 월드컵에서의 활약상에 힘입어 대회의 선수단에 자신의 이름을 올렸다.
매크리리는 맨체스터 유나이티드에서 1군 신고식을 치러 후보 선수로 주로 활약했는데, 1977년 FA컵과 채리티 실드를 우승했다. 맨체스터에서 8골을 기록했던 그는 1979년에 £200,000의 이적료로 퀸스 파크 레인저스로 둥지를 옮겼다. 1981년, 그는 북미 축구 리그의 털사 러프넥스로 이적해 미국의 1981년과 1982년 여름 시즌에 활동했다. 그는 1981-82 시즌 겨울 실내축구 경기도 출전해 2골을 기록했다.
1982년, 그는 뉴캐슬 유나이티드로 이적해 1983-84 시즌에 승격을 이룩했고, 이후 하트 오브 미들로디언과 하틀풀 유나이티드를 거쳤다.
이후, 그는 잉글랜드 2부 리그의 칼리슬 유나이티드와 하틀풀을 지도했다. 그는 이 구단 소속으로 1993-94 시즌에 빛을 보았는데, 칼리슬을 이끌고 3부 리그 플레이오프전에 진출했지만, 나중에 우승을 차지하는 위컴 원더러스에 패했다. 그는 이 시기에 이달의 감독으로 2번 명명되었다. 이후, 그는 하틀풀 유나이티드로 이적했지만, 승격에 실패하고, 1년 만에 미국의 메이저 리그 사커로 건너갔다. 미국 무대에서, 매크리리는 브루스 어리나, 데이브 새러천, 그리고 리뉘스 미헐스와 협업하여, 초창기 메이저 리그 사커의 가치를 높일 만한 선수들을 발굴했다.
그의 국제 축구와 정보망을 통해 매크리리는 미국 연고의 축구 자문가가 되었고, 이후 보카 주니어스의 유럽 자문가로서 잉글랜드의 프리미어리그와 챔피언십 구단에 입단할 선수들을 발굴했다.
2010년 말, 매크리리는 미얀마 리그의 마궤 감독이 되었다. 얼마 지나지 않아, 그는 유소년부를 조직했고, 구단 내 선수 5명이 미얀마 U-22 국가대표팀에 차출되었다. 미얀마에서 2년을 활동하던 매크리리는 말레이시아로 이동해 말레이시아 프리미어리그의 사바로 갔다. 말레이시아컵 플레이오프전 진출권을 확보한 후, 그는 2013년 7월에 사임했다.

## 수상
맨체스터 유나이티드
- FA컵
  - 우승: 1976–77;[6]
  - 준우승: 1975–76[6]
- 채리티 실드: 1977